# La gatta con la frusta
La gatta con la frusta (Kitten with a Whip) è un film del 1964 diretto da Douglas Heyes.

## Trama
Un ricco uomo politico è costretto a ospitare quattro evasi.